# 殷勇
殷 勇（いん ゆう、1969年8月 - ）は、中華人民共和国の官僚、政治家。現職は北京市人民政府市長。

## 経歴
1969年8月、湖北省孝感専区漢陽県（現在の武漢市蔡甸区）で生まれる。1987年、清華大学自動系に入学した。1992年を卒業。1997年、清華大学にて博士（系統工程学）号を取得。清華大学の指導教官は鄭維敏教授。
1994年5月に中国共産党入党。1997年1月に国家外匯管理局へ入局した。以後、儲備管理司儲備管理処副処長、戦略研究所副処長、中国投資会社（シンガポール）総経理、儲備管理司副司長、中央外匯業務中心主任兼党委員会委員、中央外匯業務中心兼党委員会副書記を歴任した。
2015年8月19日、中国人民銀行行長助理に転任。2016年12月27日、副行長に昇格。
2018年1月19日、北京市の第14期人民代表大会（市議会）第44回会議に閉幕し、殷勇が北京市人民政府副市長に選出されました。2018年12月、北京市党委員会常務委員に任命。2022年6月、北京市党委員会副書記に昇格。2022年10月28日、北京市人民政府市長代行に転じた。前任の陳吉寧に上海市党委員会書記へ異動した後、空席となっていた。